# Elecciones parlamentarias de Montenegro de 1911
El 27 de septiembre de 1911 se celebraron elecciones parlamentarias en Montenegro.

## Antecedentes
Estas fueron las primeras elecciones parlamentarias en Montenegro después de que el Estado fuera declarado Reino en 1910. Aunque el Partido Popular Verdadero era la única organización política legal del país, un grupo de miembros del prohibido Partido Popular de la oposición se presentaron como candidatos independientes.

## Resultados
Las elecciones dieron como resultado la reelección del primer ministro Lazar Tomanović y del gobierno del Partido Popular Verdadero, incondicionalmente leal a Nicolás I. El gobierno de Tomanović fue reelegido con una amplia mayoría.

## Consecuencias
El Parlamento de Montenegro volvió a reunirse el 31 de octubre. Sin embargo, cuando se eligió al Presidente del Parlamento el 11 de diciembre, el candidato del gobierno fue derrotado, lo que provocó la dimisión del gobierno.